# PopCap Games
PopCap Games — американська компанія-розробник та видавець казуальних відеоігор. Розташована в Сієтлі, штат Вашингтон, США. Заснована в 2000 році Джоном Вечі, Брайаном Файті та Джейсоном Капалкою. У 2009 році в компанії працює понад 180 чоловік. Основною формою поширення ігор компанії є цифрова дистрибуція по моделі «спробуй та купи», що дозволяє спробувати гру перед купівлею.
Перша гра компанії, Bejeweled, була продана загальним тиражем понад 25 мільйонів. Ігри компанії виходять на різних платформах, включаючи вебзастосунки, комп'ютери, ігрові консолі та мобільні пристрої. Серед цих платформ — PC, Mac, Xbox, Xbox 360, PlayStation 3, iPod Classic, iPhone/iPod Touch, Android тощо. PopCap викладає свої продукти в Steam і Origin а потім тільки в Origin
11 вересня 2007 року PopCap Games під патронажем Valve Corporation випустила безкоштовну промо-версію Peggle — Peggle Extreme на тему ігор із The Orange Box.

## Історія
PopCap Games була заснована Джон Вечі, Брайан Файті і Джейсон Капалка 2000 року вони хотіли створювати гри, в першу чергу шляхом вивчення інших Інтернет ігрових сайтів. Їх перша гра була Bejeweled, величезний хітової гри гем-підкачка, яка була підтримана на всіх основних платформах і нагороджений Computer Gaming World Hall Of Fame в 2002 році компанія розширила в 2005 році з придбанням проростають ігор в Сіетлі випадкова гри розробник компанія, як PopCap Games, заснований Джеймс Гуерцман. Розсада гра є творцем гри Feeding Frenzy. Команда Sprout допомогла PopCap зробити продовження хітової гри, Feeding Frenzy 2: Shipwrerk Showdown, з Гверцменом стає директором з розвитку бізнесу PopCap. На початку 2006 року, PopCap International був відкритий, в Дубліні, Ірландія, робота по локалізації, розробкам мобільних ігор, маркетингу, продажів і розвитку бізнесу.
22 серпня 2006 було оголошено, що PopCap Games уклала угоду з корпорацією Valve, щоб додавати ігри PopCap за допомогою пари, зміст системи доставки Valve. Починаючи з 30 серпня 2006 року, 17 продуктів PopCap стала доступна через Steam. Відповідно до PopCap традиції, кожна гра PopCap пропонується через Steam, доступна для безкоштовного пробного періоду, а також для покупки.
PopCap почав ще один раунд розширення в липні 2007 року, купивши інших випадкових розробників ігор, включаючи творця інтернет споживчого порталу, SpinTop Games. За тиждень до цього, компанія придбала чиказьку компанію  Retro64, засновану Майком Бо, який є найвідомішим за свої дії і головоломки назви ретро-аркади. Після цих придбань, логотип PopCap пережив ребрендинг, скинувши частку «Games». Список преміум ігор PopCap на своєму вебсайті в даний час змішуються з іншими іграми від інших розробників/дистриб'юторів.
5 квітня 2011 року, PopCap оголосив про створення нової дочірньої компанії, 4th and Battery, почав для того, щоб створити «гострі» гри. Їх перше творіння було грою Unpleasad Horse. 12 липня 2011 року, Electronic Arts оголосила про придбання PopCap за $ 650 млн з додатковими $ 100 млн штук варіант. З придбанням EA, станом 4th and Battery невідомий; її вебсайт перенаправляє назад на основний сайт PopCap.
21 серпня 2012 року, PopCap звільнив 50 співробітників в Північній Америці в русі, щоб вирішити перехід до мобільних і вільним до гри ігор і оцінювати припинивши діяльність своєї студії в Дубліні. Студії Дубліна була закрита 24 вересня 2012 року.

## Ігри
Більшість ігор працюють як з апаратним прискоренням, так і без нього, зазвичай керуються за допомогою миші та часто мають різні ігрові режими, засновані на одній концепції (хоча в багатьох випадках це просто введення часового обмеження). Компанія є найвідомішою завдяки своїм іграм-головоломкам, як Bejeweled, де треба складати елементи три в ряд; пачинко, як Peggle, та грою Plants vs Zombies у жанрі tower defense.

### Нагороди
Згідно з інформацією на офіційному сайті компанії, вона отримала мінімум 25 нагород індустрії, включаючи статус Hall of Fame у Computer Gaming World для гри Bejeweled.

## PopCap Games Framework
Компанія опублікувала у вільному доступі використовуваний в її іграх «рушій» під назвою PopCap Games Framework (також відомий як SexyApp Framework). Рушій є набором програмних бібліотек, написаних на мові C++, що дозволяє швидко розробляти ігри «у стилі PopCap» для Microsoft Windows. Він є частиною програми по співпраці із зовнішніми розробниками, що пропонує їм послуги з видання ігор.